# Административна подела Грузије
| Регије у Грузији | Регије у Грузији              | Регије у Грузији |
| ---------------- | ----------------------------- | ---------------- |
|                  |                               |                  |
| Легенда          |                               |                  |
| Број             | Регија                        | Главни град      |
| 1                | Аутономна Република Абхазија  | Сухуми           |
| 2                | Мегрелија-Горња Сванетија     | Зугдиди          |
| 3                | Гурија                        | Озургети         |
| 4                | Аутономна Република Аџарија   | Батуми           |
| 5                | Рача-Лечхуми и Доња Сванетија | Амбролаури       |
| 6                | Имеретија                     | Кутаиси          |
| 7                | Самцхе-Џавахетија             | Ахалцихе         |
| 8                | Унутрашња Картлија            | Гори             |
| 9                | Мцхетија-Мтијанетија          | Мцхета           |
| 10               | Доња Картлија                 | Рустави          |
| 11               | Кахетија                      | Телави           |
| 12               | Тбилиси                       | Тбилиси          |

Република Грузија је административно подељена на: 
- две аутономне републике (Абхазија и Аџарија)
- једну аутономну област (Јужна Осетија) са непризнатим статусом,
- девет региона (Мегрелија-Горња Сванетија, Гурија, Доња Картлија, Имеретија, Рача-Лечхуми и Доња Сванетија, Унутрашња Картлија, Самцхе-Џавахетија, Мцхетија-Мтијанетија, Кахетија)
- главни град Тбилиси.

Аутономне републике Абхазија и Аџарија оформљене су за време Совјетског Савеза и признате су према грузијском уставу. Абхазија је дефакто независна република. Регије су оформљене 1996. године. Регије су подељене у рејоне/области.